# 怪醫黑傑克的誕生：手塚治虫的創作秘辛
《怪醫黑傑克的誕生：手塚治虫的創作秘辛》是宮崎勝原作，吉本浩二作畫的日本紀實漫畫，描述日本漫畫家手塚治虫創作漫畫的過程，並聚焦於創作醫學漫畫《怪醫黑傑克》的細節。少年Champion取材組採訪了與手塚治虫相關的人士，包括責任編輯、漫畫家、漫畫助手、動畫製作者、家屬等人，將他們對手塚治虫的回憶改編成漫畫。

## 出版
| 卷數 | 秋田書店     | 秋田書店               | 台灣東販       | 台灣東販               |
| 卷數 | 發售日期     | ISBN                   | 發售日期       | ISBN                   |
| ---- | ------------ | ---------------------- | -------------- | ---------------------- |
| 1    | 2011年7月8日 | ISBN 978-4-253-13239-8 | 2011年9月23日  | ISBN 978-9-862-51561-7 |
| 2    | 2013年1月8日 | ISBN 978-4-253-13240-4 | 2013年12月24日 | ISBN 978-9-863-31245-1 |
| 3    | 2013年4月8日 | ISBN 978-4-253-13241-1 | 2017年2月6日   | ISBN 978-9-864-75269-0 |
| 4    | 2013年9月6日 | ISBN 978-4-253-13242-8 | 2017年5月22日  | ISBN 978-9-864-75360-4 |
| 5    | 2014年8月8日 | ISBN 978-4-253-13244-2 | 2017年9月20日  | ISBN 978-9-864-75461-8 |

## 評價
《怪醫黑傑克的誕生：手塚治虫的創作秘辛》被選入2012年的《這本漫畫真厲害！》男性部門的第一名。

## 改編電視劇
《怪醫黑傑克的誕生：手塚治虫的創作秘辛》的改編電視劇《神的貝雷帽：手塚治虫的黑傑克創作秘辛》是關西電視台55周年台慶的紀念電視劇，於2013年9月24日首播，全一集。手塚治虫由草彅剛飾演。劇情描述2013年的新人漫畫編輯時空穿越回到1973年，與手塚治虫及當時的漫畫編輯部成員交流的過程。草彅剛表示，手塚治虫是舉世皆知的人物，因此感到很大的壓力，但會盡情享受演出。